# Маумере

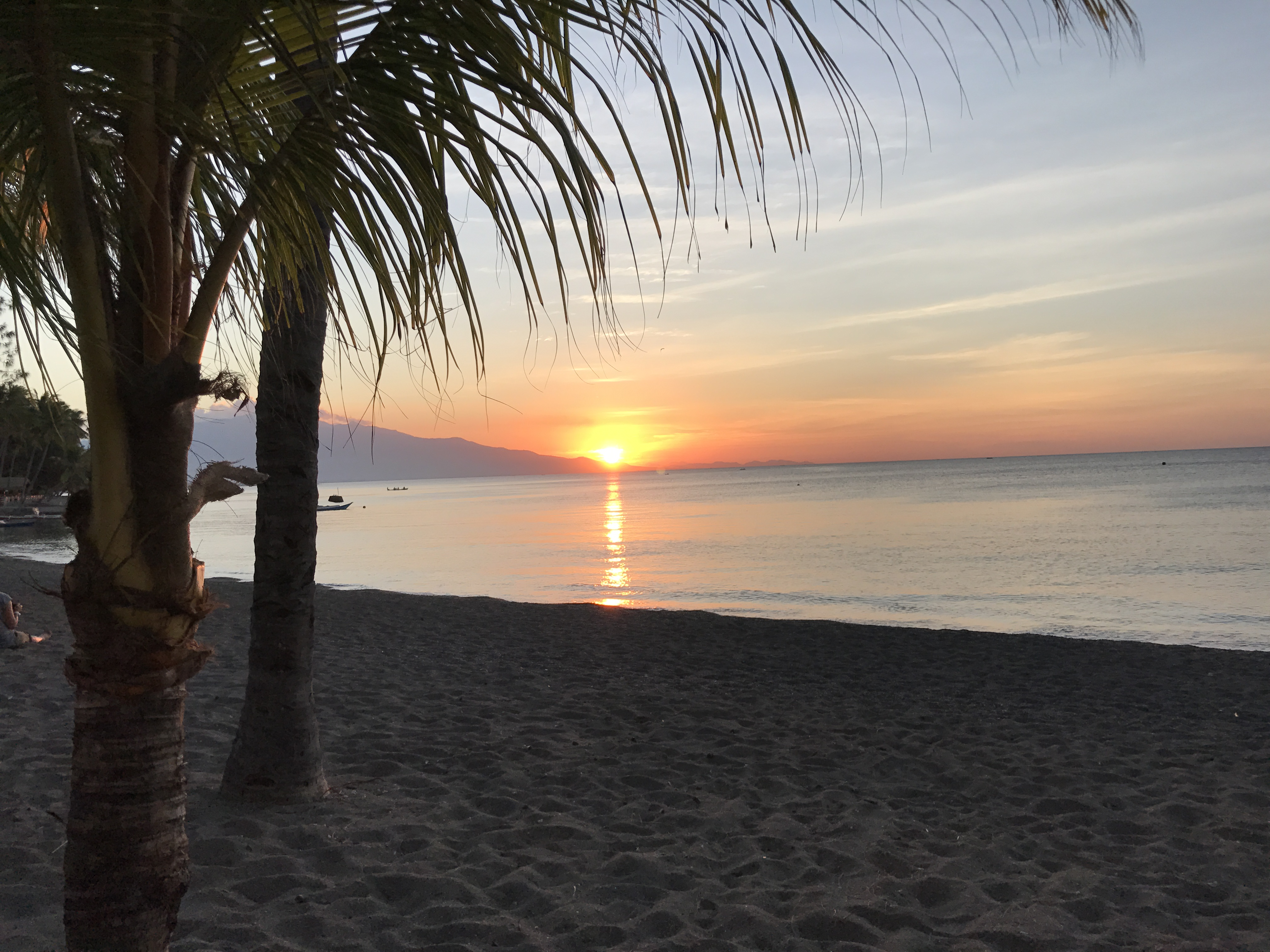
Закат на городском пляже.

Маумере (индон. Maumere) — город на северо-востоке острова Флорес, Индонезия. Население — 52 921 человек (по оценке 2012 года). Является административным центром округа Сикка в провинции Восточная Нуса-Тенгара.
Маумере является центром местной католической епархии.

## Население
Согласно данным переписи 1990 года, население города составляло 35 555 человек. К 2012 году оно возросло (оценочно) до 52 921 человека.

## История
В Новое время здесь возник португальский форт. По сути, в этих местах существовало туземное княжество под португальским протекторатом. В 1851 году губернатор Жозе Жоаким Лопес де Лима без разрешения центральных властей продал местные владения голландцам. Он был арестован, но по пути на родину умер. В 1859 году, однако, был подписан договор, согласно которому Маумере с окрестностями оставался за Нидерландами. Местное княжество попадало под голландский контроль с сохранением у туземных жителей права на католическую веру. Власть католических раджей сохранялась здесь вплоть до получения Индонезией независимости.
В 1992 году город был по большей части разрушен во время сильного землетрясения. Толчки происходили и в последующие годы.
В 2005 году Маумере стал центром новообразованной католической епархии.

## Транспорт
В Маумере есть порт на берегу моря Флорес. Также у города имеется свой аэропорт.

## Достопримечательности
В Маумере развита туристическая сфера. Ежегодно проводится культурный фестиваль «Maumere in Love». В окрестных морских водах обитает большое количество разнообразных рыб (1111 видов), морских животных и кораллов (численность последних, правда, в последние годы серьёзно сократилась вследствие загрязнения окружающей среды и землетрясений). В 5 км к юго-западу от города возвышается скульптура Матери всех народов (индон. Bunda Segala Bangsa) — статуя Девы Марии. Есть и статуя Христа.